# Кипшидзе, Иосиф Алексеевич
Кипшидзе Иосиф Алексеевич (груз. იოსებ ალექსის ძე ყიფშიძე; 1885, село Сканда, Шорапанского уезда, Кутаисской губернии —
21 февраля 1919, Тбилиси) — грузинский учёный-филолог.

## Биография
Окончил Петербургский университет, факультет восточных языков (1911). С 1908 года был председателем научного общества грузинских студентов, организованного И. Джавахишвили в Петербурге.
Магистр наук (1915), тема диссертации «Грамматика мингрельского (иверского) языка с хрестоматией и словарем».
Один из создателей Тбилисского университета (февраль 1918 года), возглавлял кафедру древнегрузинского языка и словесности.
Скончался от тифа